# دهه ۱۱۳۰ (میلادی)
دهه ۱۱۳۰ (میلادی)صد و سیزدهمین دهه تقویم میلادی است.

## درگذشتگان
‎